# 串間市立金谷小学校
串間市立金谷小学校（くしましりつ かなやしょうがっこう）は、宮崎県串間市大字南方にある公立の小学校。

## 概要
歴史
1874年（明治7年）に創立。現校名となったのは1954年（昭和29年）。2024年（令和6年）に創立150周年を迎えた。
学校教育目標
「豊かな心をもち、自ら考え、正しく判断し、進んで実践するたくましい児童の育成」
校章
海の波、カモメ、桜の花弁を組み合わせた物を背景にして、中央に校名の頭文字である「金」の文字を配している。
校歌
1963年（昭和38年）に制定。作詞は福島和夫、作曲は古手川征子による。歌詞は3番まであり、各番の歌詞中に校名の「金谷」が登場する。
通学区域
串間市のうち「大字南方（越ヶ谷を除く）」。串間市立串間中学校区。

## 沿革
- 1874年（明治7年） - 創立。
- 1886年（明治19年）- 小学校令施行により、簡易科（3年制）を設置の上、「簡易金谷小学校」に改称。
- 1888年（明治21年）- 校舎を改築。
- 1889年（明治22年）5月1日 - 町村制施行により、南那珂郡4村（南方・北方・秋山・串間）が合併の上、「北方村」が発足。
- 1890年（明治23年）- 大田井に移転の上、尋常科（4年制）を設置の上、「尋常金谷小学校」に改称。
- 1892年（明治25年）4月 - 「金谷尋常小学校」に改称。尋常塩屋原小学校[1]を統合の上、塩屋原分教場とする。
- 1894年（明治27年）- 校区改定により、塩屋原分教場が北方小学校に統合されたので、校区が「金谷・下弓田」の2区に変更となる。
- 1900年（明治33年）10月30日 - 現在地に校舎を改築の上、移転を完了。10月30日を創立記念日に制定する。
- 1903年（明治36年）10月 - 運動場を拡張。
- 1908年（明治41年）4月 - 改正小学校令により、尋常科（義務教育年限）が4年制から6年制に改められる。尋常科5年を新設。
- 1909年（明治42年）
  - 4月 - 尋常科6年を新設。
  - 10月 - 収容学年の増加（2学年分増加）により、校舎が不足したため、木造校舎1棟を増築。
- 1921年（大正10年）4月 - 教室を増築。
- 1926年（大正15年）3月 - 運動場を拡張。
- 1933年（昭和8年）9月1日 - 「第二北方尋常小学校」に改称[2]。
- 1941年（昭和16年）4月1日 - 国民学校令施行により、「北方村第二北方国民学校」に改称。尋常科を初等科に改める。
- 1947年（昭和22年）4月1日 - 学制改革（六・三制の実施）により、第二北方国民学校の初等科が、新制小学校「北方村立第二小学校」に改組・改称。
- 1949年（昭和24年）
  - 2月 - 運動場を拡張。
  - 9月15日 - 「北方村立金谷小学校」に改称。
- 1951年（昭和26年）1月1日 - 北方村が福島町に編入されたため、「福島町立金谷小学校」と改称。
- 1952年（昭和27年）5月 - 校舎（4教室）1棟が完成。
- 1953年（昭和28年）6月 - 校舎が完成。
- 1954年（昭和29年）11月3日 - 町村合併により、串間市が発足。これにより、「串間市立金谷小学校」（現在名）に改称。
- 1963年（昭和38年）11月10日 - 校歌を制定。
- 1964年（昭和39年）1月 - ミルク給食を開始。
- 1965年（昭和40年）12月 - 完全給食を開始。
- 1968年（昭和43年）3月 - 鉄筋コンクリート造2階建て新校舎（4教室）が完成。
- 1972年（昭和47年）3月 - 体育館が完成。運動場を整地。
- 1973年（昭和48年）6月 - 校門および駐車場が完成。
- 1976年（昭和51年）3月 - 校舎を改築の上、鉄筋コンクリート造2階建て新校舎（10教室）が完成。
- 1978年（昭和53年）8月 - プールが完成。
- 1988年（昭和63年）10月 - 校旗を新調。
- 1994年（平成6年）4月 - 2・3年生で複式学級を導入。
- 2009年（平成21年）8月 - 体育館の耐震工事が完了。
- 2012年（平成24年）10月 - 校舎の耐震強化工事が完了。
- 2015年（平成27年）8月 - 台風により、運動場で倒木。
- 2017年（平成29年）4月 - 特別支援学級を開設。串間市立北方中学校の閉校により、中学校区が串間市立串間中学校に変更となる。

## 交通
最寄りの鉄道駅
- JR九州 日南線 「福島今町駅」

最寄りのバス停留所
- 串間市コミュニティバス「金谷」・「金谷公民館」停留所

最寄りの幹線道路
- 宮崎県道454号都井西方線
- 宮崎県道449号福島港線

## 周辺
- 金谷公民館
- 串間第4児童公園
- 下弓田遺跡
- 福島川
- 弓田浜海岸